# Wilhelm Meyer-Schwartau
Wilhelm Meyer-Schwartau, eigentlich Wilhelm Meyer, (* 28. Juni 1854 in Schwartau; † 14. August 1935 in Stettin; vollständiger Name: Wilhelm Friedrich Adolf Meyer) war ein deutscher Architekt, preußischer Baubeamter und Architekturschriftsteller.

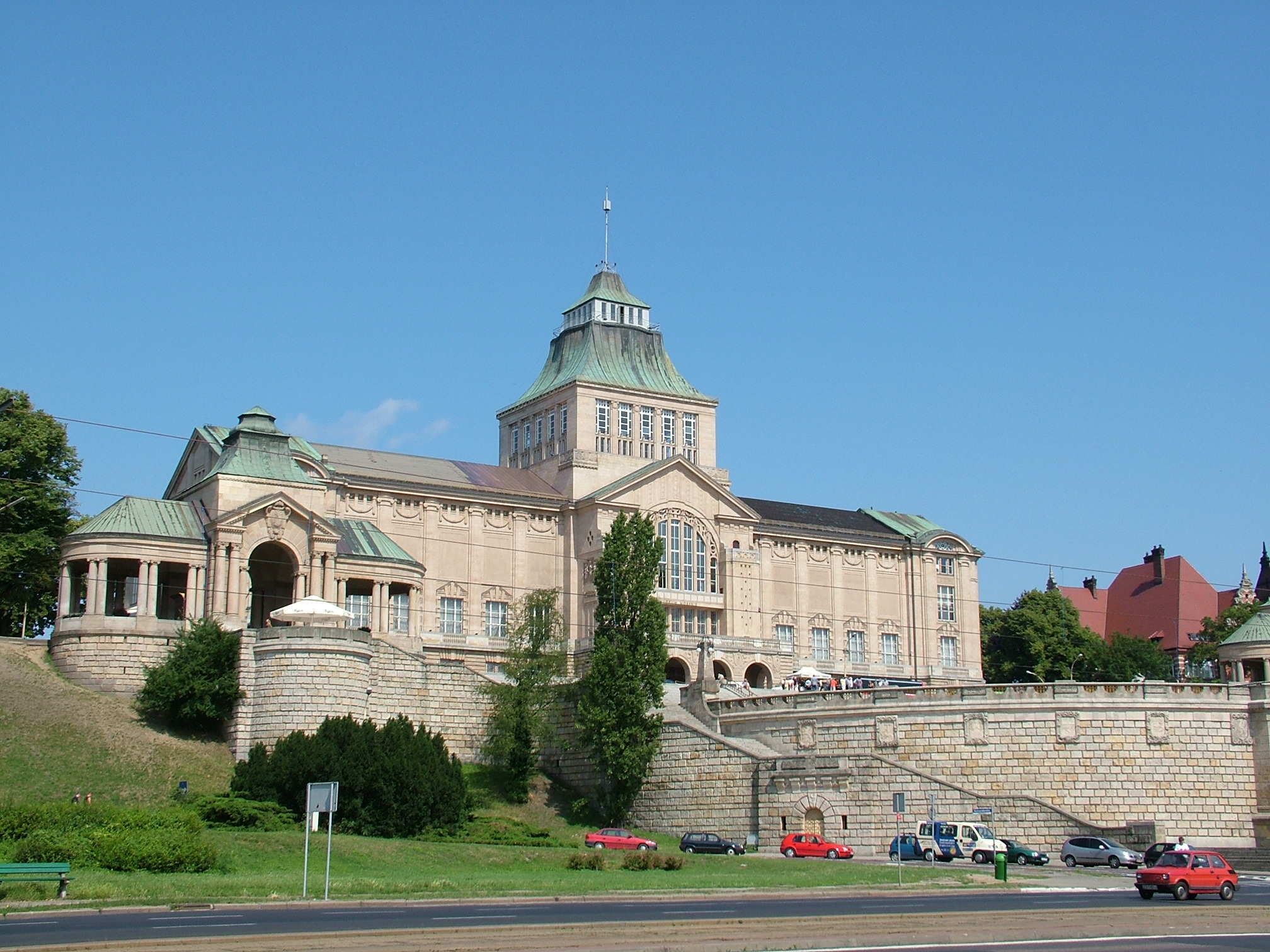
Städtisches Museum Stettin und Hakenterrasse in Stettin

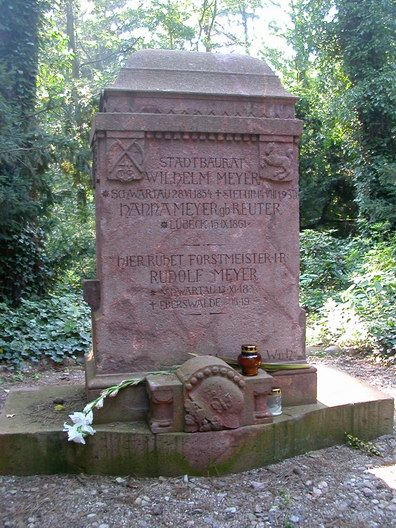
Grabstein des Familiengrabes auf dem Stettiner Hauptfriedhof

## Leben
Meyer-Schwartau studierte Architektur an der Berliner Bauakademie bei Friedrich Adler und war danach als Architekt und Denkmalkonservator in Speyer und Worms tätig. 1883 erhielt er von der Technischen Hochschule in Berlin unter 21 Bewerbern das Stipendium der Louis-Boissonet-Stiftung mit dem Auftrag, eine bau- und kunsthistorische Dokumentation des bis dahin unzureichend erforschten Speyerer Doms anzufertigen. Außer der großen häuslichen Probearbeit Meyers, einem Entwurf zu einem fürstlichen Schlosse in romanischem Stile, trug eine „von ihm ebenso sorgfältig bewirkte wie meisterhaft durchgeführte Aufnahme des Paradieses am Dome zu Lübeck“ entscheidend zu seinem Erfolg bei.
Von 1891 bis 1921 wirkte Meyer-Schwartau als Stadtbaurat in Stettin, wo er an zahlreichen städtischen Bauprojekten beteiligt war, u. a. auch am Bau der monumentalen Anlage des Hauptfriedhofs. Im Entwurf hielt er sich an die Auffassung Karl Hinckeldeyns, der forderte, die Schönheit der Landschaft in das Bauprojekt zu integrieren. Meyer-Schwartau arbeitete eng mit Bürgermeister Hermann Haken zusammen. 1901 erhielt Meyer-Schwartau von der Stadtverwaltung den Auftrag, Pläne für den Bau einer Terrassenanlage mit einem im Zentrum stehenden Museumsgebäude auf dem Gelände der ehemaligen Festung zu entwickeln. Südlich des Museumsgebäudes sollte die Landesversicherungsanstalt Pommern, nördlich davon das Gebäude der Bezirksregierung Stettin mit der Wohnung des Regierungspräsidenten gebaut werden. Unterhalb des Museumsgebäudes entstand eine Aussichtsterrasse, die von zwei Pavillons flankiert ist. Von diesen Pavillons führen repräsentative Treppenläufe hinab zum Vorplatz, der sich mit einer Brunnennische und zwei stilisierten Leuchttürmchen zur Uferpromenade der Oder und zum Fluss hin öffnet. Die Verwirklichung der Gesamtanlage wurde im Herbst 1902 in Angriff genommen; der Bau der Terrasse war im Winter 1907 vollendet. Das Museumsgebäude des Städtischen Museums Stettin, das heute ein Schiffahrtsmuseum beherbergt, wurde 1908–1913 errichtet. Meyer-Schwartau war um 1910 Vorsitzender des Preisgerichts im Architekturwettbewerb für den Stettiner Bismarckturm.

## Werk
Bauten (Auswahl, sämtlich in Stettin)
- 1894–1897: Gertrudskirche
- 1899 und 1905–1906: Umbau und Erweiterung des Stadttheaters
- 1900–1901: Entwurf und teilweise Ausführung der Bauten des Hauptfriedhofs (mit Gartendirektor Hannig)
- 1900–1902: Städtisches Verwaltungsgebäude,[4] Magazinstraße
- 1901–1903: Stadtgymnasium
- 1905: Oberpostdirektion[4]
- 1905: Polizeipräsidium[4]
- 1902–1907: Hakenterrasse
- 1904–1905: Erweiterungsbau des Krankenhauses
- 1908–1909: Bismarck-Schule
- 1911–1913: Städtisches Museum Stettin auf der Hakenterrasse
- Tuberkulose-Krankenhaus Hohenkrug[7]
- Erweiterungsbauten des Schlachthofes
- Hauptzollamt
- Oskar-Stift
- Viehhof
- Parkhaus

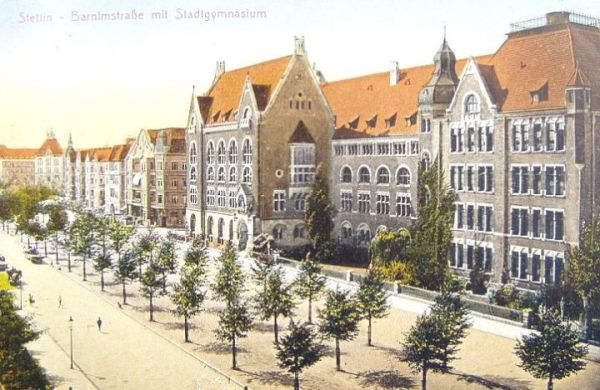
Stadtgymnasium.
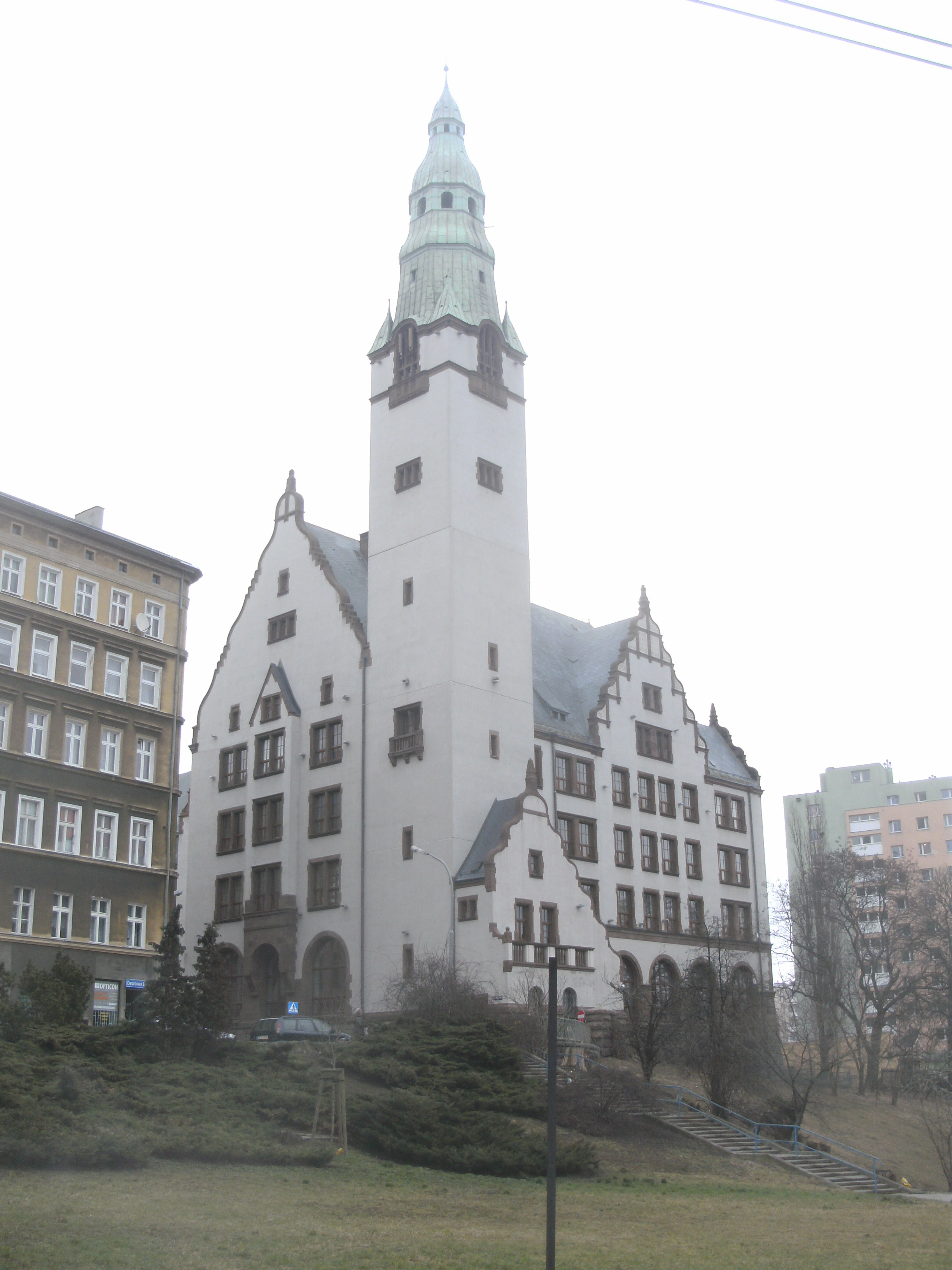
Verwaltungsgebäude, beherbergt das Rektorat der Universität.
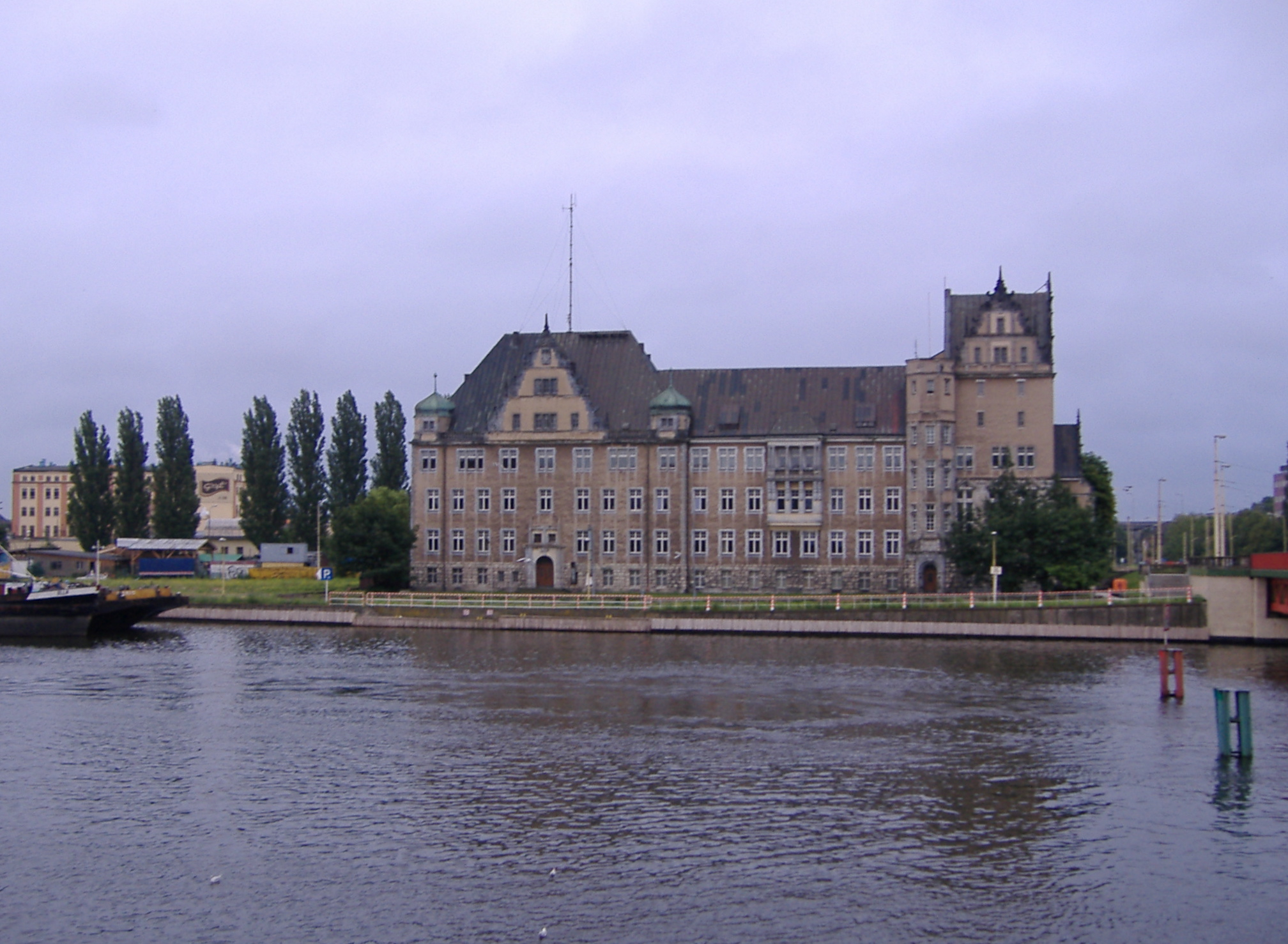
Hauptzollamt.
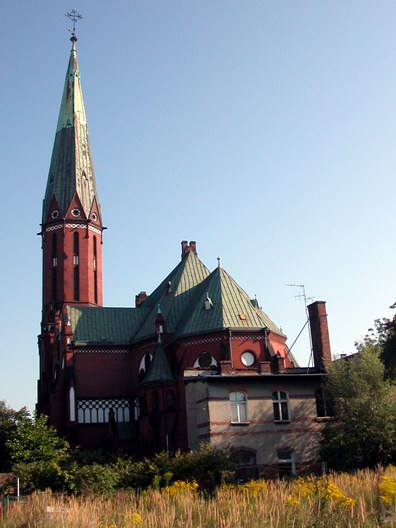
Gertrudskirche.
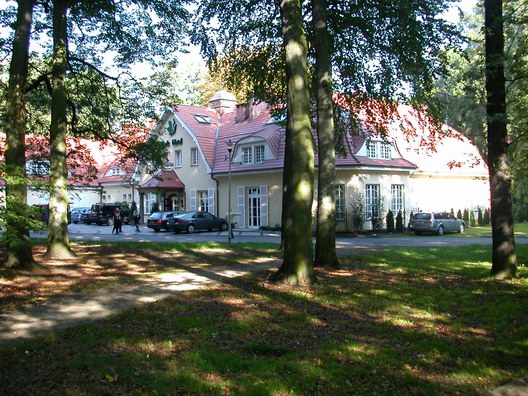
Parkhaus, heutiges Hotel Park.
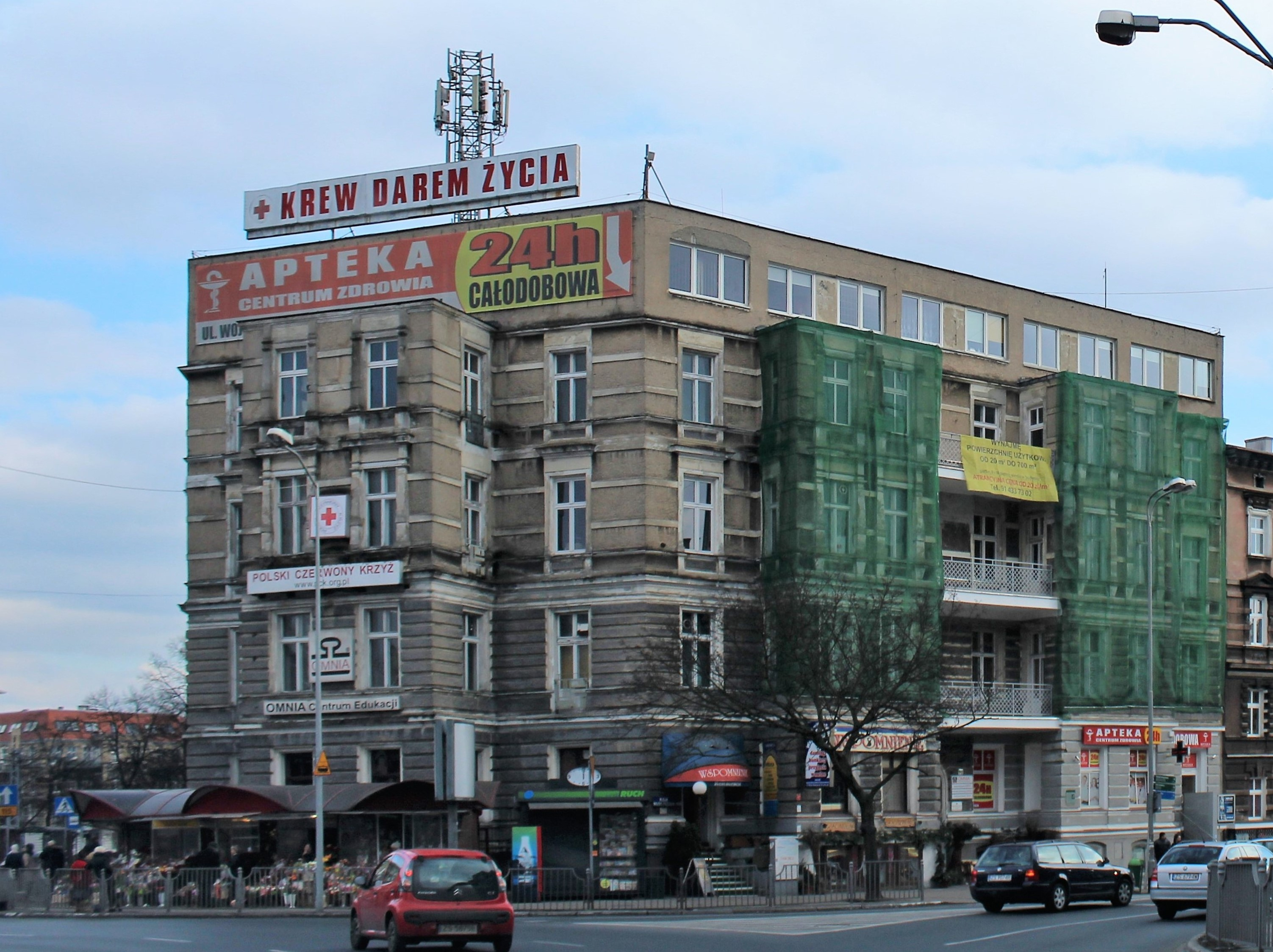
Mietshaus, in dem Meyer-Schwartau von 1891 bis 1935 lebte.

Schriften
- Der Dom zu Speier und verwandte Bauten. Berlin 1893.